# Camponotus aeneopilosus
Camponotus aeneopilosus är en myrart som beskrevs av Mayr 1862. Camponotus aeneopilosus ingår i släktet hästmyror, och familjen myror.

## Underarter
Arten delas in i följande underarter:
- C. a. aeneopilosus
- C. a. flavidopubescens